# بینگام (ویرجینیای غربی)
بینگام (به انگلیسی: Bingham) یک منطقهٔ مسکونی در ایالات متحده آمریکا است که در شهرستان گرین‌بریر، ویرجینیای غربی واقع شده‌است. بینگام ۸۲۹٫۹۸ متر بالاتر از سطح دریا واقع شده‌است.